# Ватерло (Айова)
Вижте пояснителната страница за други значения на Ватерло.
Ватерло (на английски: Waterloo) е град в Айова, Съединени американски щати, административен център на окръг Блек Хоук. Наречен е на белгийския град Ватерло. Населението му е 68 406 души (2010 г.).
Във Ватерло е родена Лу Хенри Хувър (1874 – 1944), съпруга на политика Хърбърт Хувър.

## Побратимени градове
- Търговище, България